# Hard at Play
Hard at Play ist das 1991 veröffentlichte sechste Studioalbum der US-amerikanischen Band Huey Lewis & the News. Es wurde in den USA mit einer Goldenen Schallplatte ausgezeichnet, in Deutschland erreichte es Platz 14 der Charts. Es ist das einzige Album, das die Band nach dem Wechsel von Chrysalis Records zu EMI für diese Plattenfirma aufnahm.

## Hintergrund
Huey Lewis & the News hatte 1983 und 1986 die Alben Sports (1983) und Fore! die in den USA jeweils Platz eins der Album-Charts erreicht hatten. Sports ist bis heute siebenfach mit der Platinschallplatte, Fore! dreifach mit Platin ausgezeichnet worden, und auch in Europa waren beide Alben erfolgreich verkauft worden. Während Sports in Deutschland zwar nur Platz 29 der Album-Charts erreichen konnte, gelang der Band mit Fore! mit Platz 5 der Sprung in die Top 10.
Das 1988 erschienene Album Small World war trotz positiver Rezensionen (Musikexpress es im August 1988 zur „Platte des Monats“ gekürt) nicht mehr so erfolgreich gewesen, was auch einem Stilwechsel geschuldet war: Statt „mit einer Kreuzung aus Sports und Fore! auf Nummer sicher zu gehen,“ wob die Band jamaikanische, lateinamerikanische und afrikanische Elemente mit ein und verprellte damit möglicherweise alte Fans. Dennoch war das Album im europäischen Raum erfolgreich: Platz 8 in Deutschland und Platz 12 in Großbritannien entsprachen einer Verschlechterung um nur drei bzw. vier Plätze im Verhältnis zum Erfolg des Vorgängeralbums, während Small World in den USA im Vergleich dazu beinahe abstürzte und nur noch Platz 11 erreichen konnte.
Hard at Play stellte stilistisch eine Rückkehr zum Klang von Sports und Fore! dar. Das Album wurde von Bill Schnee im “Skywalker Sound”-Studio aufgenommen und produziert. Für das Songwriting eines Großteils der Lieder wurden externe Musiker herangezogen.
Als Singleauskoppelung wurde zunächst Couple Days Off ausgewählt. Das Lied erreichte in den USA Platz 11 der Billboard Hot 100, in Deutschland Platz 40 der Single-Charts. In Großbritannien gelangte das Lied, ebenso wie die beiden danach veröffentlichten Singles, gar nicht in die Hitparaden. Die zweite Auskoppelung, It Hit Me Like a Hammer, erreichte in den USA Platz 51, und das anschließend veröffentlichte He Don’t Know chartete auch in den USA nicht mehr, schaffte in Deutschland aber noch Platz 59.

## Rezeption
Hard at Play erreichte die Album-Charts in Deutschland (Platz 14), Großbritannien (39), den USA (27), und erreichte seine höchste Platzierung mit Platz 9 in der Schweiz. In den USA wurde das Album mit einer Goldenen Schallplatte ausgezeichnet.
Musikexpress schrieb, Lewis und die Band würden Dynamik und Power sparsam dosieren, der Refrain müsse „gleich beim ersten Hören im Ohr bleiben“, was er meistens auch schaffe. Das sei zwar „nicht immer so hitverdächtig wie bei It Hit Me Like a Hammer, aber stes so fröhlich, simpel und zwingend, dass jedes Stück einfach Spaß“ mache. Was die Band live zu bieten habe, würde „spätestens im Donner-Shuffle Couple Days Off klar: Die Band könne auf jedem Novizinnen-Ball für Hexenkessel-Stimmung sorgen.“ Sei das vorherige Album „noch streckenweise von Reggae und vielhörnigem Gebläse geprägt“ gewesen, stehe Hard at Play „eindeutig im Zeichen des ewigen, frischen, rauhbeinigen Gitarren-Rock-and-Roll.“
Stephen Thomas Erlewein (allmusic) meinte, schon der Titel (des Albums) deute „eine Rückkehr zum direkten, blues-beeinflussten Pop-Rock an,“ der die Band „zu Superstars der frühen 80er gemacht“ habe. Obwohl „das Material nicht so stark wie auf Sports oder Picture This“ sei, rocke die Band „mit neuem Elan,“ und eine Handvoll der Lieder, wie beispielsweise Couple Days Off, seien „so eingängig wie ihre älteren Hits.“

## Titelliste
| Nr.          | Titel                    | Autor(en)                                 | Gastmusiker             | Länge |
| ------------ | ------------------------ | ----------------------------------------- | ----------------------- | ----- |
| 1.           | Build Me Up              | Johnny Colla, Huey Lewis                  |                         | 4:28  |
| 2.           | It Hit Me Like a Hammer  | Robert John „Mutt“ Lange, Huey Lewis      |                         | 4:01  |
| 3.           | Attitude                 | Max Carl                                  |                         | 4:00  |
| 4.           | He Don’t Know            | Don Covay, Joe Tiven, Sally Tiven         | The Gospel Hummingbirds | 4:15  |
| 5.           | Couple Days Off          | Chris Hayes, Huey Lewis, G. Palmer        | David Fredericks        | 4:56  |
| 6.           | That’s Not Me            | Michael Ruff                              | Mike Duke, Michael Ruff | 4:15  |
| 7.           | We Should Be Making Love | A. Goldmark, S. Kipner, S. Lindsay        |                         | 4:01  |
| 8.           | Best of Me               | B. Hayes, A. Stocking, K. Hayes           |                         | 3:57  |
| 9.           | Do You Love Me, or What? | Chris Hayes, Huey Lewis, Nick Lowe        |                         | 3:46  |
| 10.          | Don’t Look Back          | David Fredericks, Bill Gibson, Huey Lewis | David Fredericks        | 3:44  |
| 11.          | Time Ain’t Money         | Johnny Colla, Huey Lewis                  | John McFee              | 4:46  |
| Gesamtlänge: | Gesamtlänge:             | Gesamtlänge:                              | Gesamtlänge:            | 46:09 |

## Konzert-DVD
Ein Konzert der Hard at Play-Tournee, das im E-Werk in Köln stattfand, wurde für die TV-Serie Rockpalast aufgezeichnet und 2004 auf der DVD Huey Lewis at Rockpalast veröffentlicht.